# Escudo de Llinars del Vallés
El escudo de armas de Llinars del Vallés es un símbolo del municipio español de Llinars del Vallés, oficialmente Llinars del Vallès, y se describe, según la terminología precisa de la heráldica, por el siguiente blasón:

«Escudo en losange de ángulos rectos partido: 1º de azur, una gavilla de lino de oro florida de plata; 2º de oro, un cuervo de sable. Al timbre, una corona de barón.»

## Diseño
La composición del escudo está formada sobre un fondo en forma de cuadrado apoyado sobre una de sus aristas, llamado escudo de ciudad o escudo embaldosado, según la configuración difundida en Cataluña al haber sido adoptada por la administración en sus especificaciones para el diseño oficial de los municipios de las entidades locales dividido verticalmente (partido), la primera parte, la izquierda desde el punto de vista del observador, de color azul (azur). Aparece dibujada una gavilla de lino de color amarillo (oro), con las flores de color de color blanco o gris (plata, también llamado argén), como es habitual, las figuras que aparecen son abcisas, por tanto no puede tocar los límites del campo. La segunda parte, la de la derecha desde el punto de vista del observador, es de color amarillo (oro), con la representación de un cuervo de color negro (color sable). La posición habitual de las figuras, es que miren a la diestra del escudo, o la izquierda desde el punto de vista de quien lo mira.
El escudo está acompañado en la parte superior de un timbre en forma de corona de barón. Básicamente es un cerco de metal precioso, con pedrería y rodeado por un brazalete dando ocho vueltas y adornado en la parte superior por perlas gruesas.

## Historia
El ayuntamiento acordó solicitar el estudio heráldico para la adopción del escudo el 12 de noviembre de 1998. Después de continuar con el proceso reglamentario, el escudo fue finalmente aprobado el 1 de diciembre de 2004 y publicado en el DOGC número 4.284 de 21 de diciembre del mismo año.

Escudo de Llinars del Vallès según el libro Els escuts heràldics dels pobles de Catalunya.

El escudo representa una gavilla de lino, que hace referencia al topónimo del municipio ya que según Coromines i Moll-Alcover y otras publicaciones especializadas, "llinars" quiere decir camp de lli (campo de lino). El cuervo es el señal tradicional del municipio, ya utilizado al menos desde 1606 en sellos, en los que se representaba las armas de los Corbera, barones de Llinars. El cuervo también aparece en sellos de la primera mitad del siglo XIX y a finales del mismo.
El término municipal estaba integrado en la antigua jurisdicción del castillo de Far, más tarde llamada baronía de Llinars, ya citada anteriormente, hecho que se ve reflejado en la corona que timbra el escudo, ya que el reglamento de los símbolos oficiales de las entidades locales de Cataluña, en su artículo 30.3 especifica que los escudos de los municipios que históricamente hayan sido el centro de una baronía u otro señorío antes de la abolición de las jurisdicciones señoriales tienen que ir timbrados con la corona correspondiente a su título.
El escudo oficializado viene a sustituir el hasta entonces utilizado por el ayuntamiento, descrito por primera vez en el libro Els escuts heràldics dels pobles de Catalunya (1968), con el siguiente blasonado: Cortado y semipartido: 1º de oro, un cuervo de sable; 2º de plata, una cruz plena de gules; 3º de oro, cuatro palos de gules. Por timbre, corona de barón. Este escudo, según Armand de Fluvià carece de sentido y es incorrecto desde el punto de vista histórico, ya que la villa no recibió nunca el privilegio de ser "calle de Barcelona", por tanto, no puede llevar las armas de la ciudad de Barcelona ni el señal real.